# Clemens Kaiser-Breme
Clemens Kaiser-Breme (* 8. August 1908 in Bochum; † 12. Januar 1997 in Niederkassel) war ein deutscher Opernsänger (Bariton) und Gesangspädagoge.

## Leben
Der Musik- und Theaterwissenschaft-Student nahm neben seinem Studium Gesangsunterricht bei Albert Fischer und besserte als Gelegenheitsinterpret beim Berliner Rundfunk seine Finanzen etwas auf. Auf Zuraten der Musikredakteure widmete er sich schließlich ganz dem Gesang. Sein Bühnendebüt gab er 1931 in Dortmund mit einer Rolle in der Matthäuspassion von Johann Sebastian Bach. 1932 erhielt er ein Engagement am Landestheater Coburg. Von 1933 bis 1941 gehörte er dem Ensemble des Stadttheaters Essen an, von 1942 bis 1944 sang er am Badischen Staatstheater in Karlsruhe.
Nach 1945 trat er überwiegend als Konzert- und Liedersänger auf, wobei er Mozart besonders zugeneigt war. An der Folkwang-Musikhochschule in Essen unterrichtete er Gesang.
Seit 1928 war er Mitglied der katholischen Studentenverbindung A.V. Hansea Berlin.

## Ehrungen
- 1978: Verdienstkreuz am Bande der Bundesrepublik Deutschland[1]
- 1987: Verdienstorden des Landes Nordrhein-Westfalen[2]

## Schüler
- Irma Urrila